# Salem Express
De Salem Express was een 115 meter lange ferryboot die in de nacht van 16 december 1991 in de Rode Zee is gezonken nabij de Egyptische plaats Safaga. Het wrak is opmerkelijk vanwege het zware verlies aan mensenlevens. Volgens de officiële cijfers had de ferry zo'n 650 passagiers aan boord, waarvan slechts 180 de ramp hebben overleefd, doch waarschijnlijk ligt het werkelijke aantal slachtoffers hoger.
Het wrak is een populaire duikstek. Het diepste punt ligt op zo'n 30 meter.

## Bouw
De Salem Express was een roll-on/roll-off passagiersveerboot die 25 jaar lang vaart, met veel verschillende eigenaren, namen en vaste routes 
De boot heette oorspronkelijk Fred Scamaroni, een lid van het Franse verzet in de Tweede Wereldoorlog die werd gevangengenomen en gemarteld, waarbij hij zelfmoord pleegde in zijn cel zonder zijn missie te onthullen. De bouw begon in juni 1963. In november 1964 werd het te water gelaten en naar Port De Borc gesleept voor voltooiing, om uiteindelijk in juni 1965 te worden opgeleverd aan de Compagnie Générale Transatlantique, Marseille, Frankrijk.
De lancering werd vertraagd door een brand in de machinekamer op 26 juni 1966. In juni 1966 begon het zijn eerste route tussen Marseille - Ajaccio te varen. In januari 1967 kwam het in aanvaring met de kade van Ajaccio; en in april 1970 brak er brand uit op weg naar Bastia. Tijdens het exploiteren van de route Duinkerken-Ramsgate in 1980 liep het aan de grond; en bij een andere gelegenheid een file veroorzaakt door het langzaam laden van vrachtwagens.
In 1988 werd het verkocht aan Samatour Shipping Company, Suez, Egypte, en omgedoopt tot de Salem Express; de geplande route was tussen Suez en Jeddah.

## Laatste reis
Op zijn laatste reis voer de Salem Express zijn gebruikelijke reis van 450 mijl van Jeddah, Saoedi-Arabië, naar Safaga, Egypte, die ongeveer 36 uur duurde; ze waren van plan 350 passagiers uit te laden, voordat ze verder zeilden naar het noorden naar Suez. Deze route was sinds 1988 de standaard dienstregeling van het schip. Het vertrek van het schip was in Saoedi-Arabië twee dagen vertraagd door een mechanisch defect. De nacht van het zinken was stormachtig.
De meerderheid van de passagiers was Egyptisch. De meesten waren laagbetaalde arbeiders die voor de vakantie per boot naar huis reisden; ongeveer 150 keerden terug van bedevaart naar Mekka. Duiken naar het scheepswrak bevestigen de feestelijke sfeer van het schip, met bagage vol cadeaus voor familieleden. Pelgrims die terugkeerden uit Mekka waren gekleed in mooie kleren om het te vieren
Het schip liep aan de grond op een koraalrif tussen 6-10 mijl uit de kust, na te zijn afgeweken van de geplande route. Het rif scheurde een gat in de voorste stuurboord boeg en sloeg de boegdeur van het schip open, waardoor zeewater in het autodek kon komen. RoRo-veerboten zijn extreem kwetsbaar als het autodek eenmaal is doorbroken.
Rond 23:13 uur deed het schip schudden en begon het te trillen toen het aan de grond liep. Al snel daarna begon het opzij te schuiven en gingen de lichten uit. De kapitein liet het noodsignaal horen. Het schip was in bijna 11 minuten onder water, honderden mensen benedendeks gevangen en zonk volledig binnen 20 minuten.
De snelheid van het zinken zorgde voor paniek aan dek. Slechts één van de reddingsboten werd te water gelaten. Hanan Salah, een verpleegster op de veerboot, zei dat er geen tijd was om mensen in reddingsboten te helpen; andere overlevenden klaagden dat ze moeite hadden de reddingsboten te bemannen en dat sommige bemanningsleden ze opzij hadden geduwd om de boten zelf te nemen. Enkele bemanningsleden daalden in het schip af om op de kajuitdeuren te kloppen en de passagiers wakker te maken; Shaaban abu Siriya, die zijn hut verliet omdat hij bemanningsleden hoorde schreeuwen, zei: "Het zonk in één keer en ik had amper tijd om eruit te komen".
Het extreme weer maakte overleven in het water moeilijker. Reddingspogingen in de nacht werden niet geprobeerd vanwege de storm.
Een overlevende vond een reddingsvlot in het stormachtige water na vier uur vastklampen aan een houten roeispaan; het was gevuld met water en drie lichamen. Samen met een andere man redde ze 15 mensen op het vlot - die om 7 uur 's ochtends kapseist in de hoge golven. Een andere man beschreef overlevenden die zich vastklampten aan dezelfde houten deur die door de golven werd weggevaagd. Ismail Abdel Hassan, een amateur langeafstandszwemmer die als landbouwingenieur werkte, stond op het dek van het schip terwijl het zonk. Hij volgde de lichten van de haven en zwom naar de kust, waarbij hij 18 uur in het water overleefde. Hij probeerde twee andere mannen in veiligheid te brengen, die zijn kleren vasthielden, maar ze stierven allebei van uitputting onderweg.
Vanwege het slechte weer konden de reddingswerkers pas op zondag met het reddingswerk beginnen, met 3 meter hoge zeeën en harde wind die de reddingsoperatie een uitdaging maakten. De eerste inspanningen werden geleverd door vier Egyptische marineschepen, drie C-130 transportvliegtuigen van de luchtmacht en vier helikopters, met steun van Amerikaanse en Australische marinehelikopters; reddingsvlotten en reddingsvesten werden gedropt voor overlevenden, en ook toeristenboten hielpen mensen uit de zee te redden. Er werden zondag 150 mensen gered, van uiteindelijk 180 overlevenden, en de reddingspoging werd 's nachts opnieuw stopgezet door het weer. Het zoeken en bergen ging de hele maandag door.
De Egyptische autoriteiten waren aanvankelijk van plan het schip op te heffen. Het bleek aan stuurboordzijde op de zeebodem te liggen. Het herstel werd na drie dagen stopgezet omdat het te gevaarlijk was om dieper in de lagere niveaus van het schip door te gaan.

## Wrak
Het wrak ligt voor Port Safaga, Hyndman-rif, 26º39’01″N; 34º03’48″E; op een diepte van 32 meter op de zeebodem, 12 meter 
De keuze de Salem Express te duiken blijft controversieel in duikgemeenschappen, vanwege het zware verlies van leven, de aanhoudende aanwezigheid van lichamen in het wrak, hoe recent het wrak was en de impact ervan op nabijgelegen gemeenschappen; de juridische status wordt besproken. Hoewel er veel uitstapjes naar het wrak beschikbaar zijn, voelen sommige lokale duikgidsen zich ongemakkelijk bij of verbieden ze de toegang tot het wrak, en duikers melden vaak dat ze zich somber of onrustig voelen door de ervaring.
Anderen bezoeken het als een van de vele wrakken in het gebied, en zien het als een bezoek aan een historisch slagveld of een ander schip waar mensenlevens zijn verloren. Ondanks het gemelde laswerk, kan het schip op veel punten worden betreden, en door het recente zinken is het relatief intact en groeien er koralen. Het staat bekend om zijn grote hoeveelheid goed bewaarde artefacten in het puinveld en in het schip, inclusief bagage en passagiersartikelen: "rollen tapijt, draagbare stereo's, zelfs fietsen en kinderwagens" auto's en reddingsboten op de zeebodem. Sommige duikers benadrukken hoe belangrijk het is om zich niet met de site te bemoeien als een manier om deze met respect te behandelen, terwijl anderen koffers openen en souvenirs meenemen.